# Izabelle Desjardins
Isabelle Desjardins, aussi connue sous le prénom Izabelle, née le 8 octobre 1984 à Montréal, au Canada, est une animatrice, mannequin et chanteuse québécoise. Elle s'est notamment fait connaître comme animatrice à MusiquePlus.

## Biographie
Isabelle Desjardins a fait ses débuts à MusiquePlus en 2003. Elle y animait l'émission Plus sur commande accompagnée de Nabi. Elle était également chanteuse du groupe de musique Untitled 1. En 2023, le groupe annonce leur réunion en plus de l'enregistrement d'un album sur leur instagram.
Au début du mois de juin 2007, elle quitte MusiquePlus à la recherche de nouveaux défis et s'installe à TVA comme chroniqueuse à l'émission Sucré salé aux côtés de Guy Jodoin.
Elle revient finalement à MusiquePlus en 2008 à la barre de l'émission Casse-gueule,.
En septembre 2008, elle participe au lancement de la web TV KartelTV à Montréal.
En mars 2009, elle anime aux côtés de Babu l'émission Radar, à la suite de la réforme qui a entraîné le congédiement de l'animateur précédent, Mathieu Marcotte.
Depuis 2005, elle est l'ambassadrice et le mannequin canadien des vêtements islandais Nikita.
En 2006, elle dévoile son « côté adulte » en posant pour le magazine érotique Summum Magazine.
Ayant arrêté toute activité d'animation, elle étudie maintenant pour être garde forestière au Centre professionnel de Mont-Laurier[réf. nécessaire].
Elle est en couple avec le hockeyeur David Desharnais, avec qui elle a, en juillet 2017, un fils prénommé Victor. Adam, leur second fils, naît en décembre 2019. Ils vivent à Fribourg pendant la saison de hockey, et au Québec pendant l’été.

## Filmographie

### À la télévision
- 4 galas XMMA (The Fight Network) : animatrice
- 2003 – : Plus sur commande (MusiquePlus) : animatrice
- 2003 : I.D. Mode (MusiquePlus) : animatrice[9]
- 2004 – 2005 : Les pourris de talent (MusiquePlus) : animatrice
- Artiste du mois : animatrice
- Décompte M+ : animatrice
- 2006 – 2007 : Mes vieux tout neufs (MusiquePlus) : animatrice
- 2007 : Sucré Salé (TVA) : chroniqueuse
- 2008 : Empire Shakedown 08 (RDS) : animatrice
- 2008 : Casse-gueule (MusiquePlus) : animatrice
- 2009 : Radar (MusiquePlus) : animatrice
- 2010 : Palmarès (MusiquePlus) : animatrice
- 2013 : L'aventure Grandeur Nature (RDS) : animatrice